# Александровская (исторический район)
Алекса́ндровская — исторический район в городе Сестрорецке Курортного района Санкт-Петербурга. Расположен между Горским ручьем, Финским заливом, Тарховской улицей и улицей Коробицына.
Дачный посёлок под названием Александровский появился в начале XX века. Его план был утвержден в 1904 году. Название произошло от имени землевладельца графа Александра Владимировича Стенбок-Фермора.
В поселке расположена станция Александровская (на Сестрорецкой железнодорожной линии), открытая в 1894 году. Впоследствии форма Александровская перешла и на название поселка.
В 1959 году Александровская вошла в состав Сестрорецка.

## Улицы
Основу топонимии на восточной стороне железной дороги составляют 1—10-я линии, названия которых известны с 1907 года. Через них проходят проспект Красных Командиров, Санаторная улица, Проходная дорожка, Ручейный переулок, Линейный переулок, Граничный переулок и улица Коробицына.

## Примечательные здания и сооружения
- Дача А. К. Гербиха (4-й линия, 14) — выявленный объект культурного наследия, построена в 1905—1910 годах[3][4].